# Ypthima gadames
Ypthima gadames är en fjärilsart som beskrevs av Hans Fruhstorfer 1911. Ypthima gadames ingår i släktet Ypthima och familjen praktfjärilar. Inga underarter finns listade i Catalogue of Life.